# Gipi

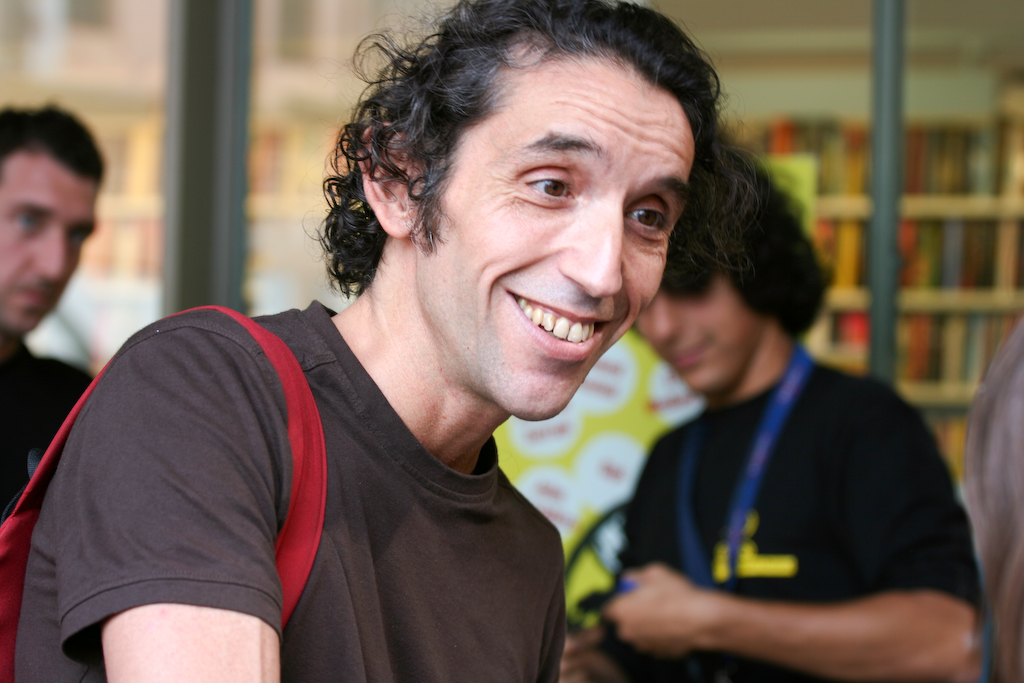
Gipi

Gipi（原名Gian Alfonso Pacinotti，1963年—），是一位義大利漫畫家、導演和作家。

## 生平
GiPi在1963的義大利比薩出生，他的職業生涯，由替廣告商和出版商畫插畫開始。
他自1992年開始畫漫畫和插畫，作品刊登於義大利的報章Cuore、Il Clandestino、BoxerIl Manifesto、La Straniero 及La Repubblica。
他的漫畫Graphic novel Appunti per une Storia di Guerra (Notes for a War Story／暫譯《一場戰爭的筆記》), 由法國出版商Coconino Press，以及美國出版商First Second Books出版，內容是關於三位在某個戰後歐洲國的年輕人。Gipi指出：「義大利版本以意大利語去命名故事裡的村莊，而法國版本就用法語。我不想讀者覺得：『這場戰爭發生在其他地方，與我無關。』 我希望能令讀者意識到戰爭可以隨時發生在自己的家園。」。這本漫畫榮獲2005年Goscinny Prize的「最佳劇情」，同時在2006年安古蘭漫畫展榮獲「最佳作品」。

## 作品
- Esterno notte, 2003
- Appunti per una storia di guerra (Notes for a War Story), 2004
- Questa è la stanza (Garage Band), 2005
- S., 2006
- LMVDM – La mia vita disegnata male (My Life Badly Drawn), 2008
- Baci dalla provincia, 2011
  - Gli innocenti (2005)
  - Hanno ritrovato la macchina (2006)
- Unastoria, 2013
- La terra dei figli (Land of the Sons), 2016
- Momenti straordinari con applausi finti, 2019

## 外部連結
- 作者的博客 (義大利語) （页面存档备份，存于）
- 作者的博客 (法語) （页面存档备份，存于）
- 作者接受一個文學網站訪問(英語) （页面存档备份，存于）
- 關於《Garage Band》的書評(英語)[永久]
- 安古蘭漫畫節官方網站[永久]